# Конвой Рабаул — Палау (16.06.43 — 23.06.43)
Конвой Рабаул — Палау (16.06.43 — 23.06.43) — японський конвой часів Другої світової війни, проведення якого відбувалось у червні 1943 року.
Конвой сформували в Рабаулі — головній передовій базі японців у архіпелазі Бісмарка, з якої провадились операції на Соломонових островах та сході Нової Гвінеї. Кінцевим пунктом маршруту при цьому був важливий транспортний хаб на заході Каролінських островів — Палау.
До складу конвою увійшли транспорти «Аден-Мару», «Тайко-Мару», «Хофуку-Мару», «Ямафуку-Мару», «Курамасан-Мару» та ще одне неідентифіковане судно. Ескорт складався з мисливців за підводними човнами CH-16, CH-23 та CH-39 (CH-16 супроводжував транспорти лише частину маршруту, після чого відділився та повернувся до Рабаула того ж дня, коли конвой досягнув Палау).
16 червня 1943 року судна вийшли з Рабаула та попрямували на північний захід. Хоча союзна авіація ще не атакувала комунікації до чи з архіпелагу Бісмарка, на них традиційно діяли американські підводні човни. Утім, цього разу конвою вдалося пройти без перешкод, і 23 червня він прибув до Палау.